# Многобородник приморский
Многоборо́дник примо́рский, или Многоборо́дник морско́й (лат. Polypogon maritimus) — вид цветковых растений рода Многобородник (лат. Polypogon).

## Ареал
Произрастает в Средиземноморье. Кроме того, этот вид также встречается и в других частях мира, в том числе в Австралии, Новой Зеландии и США как интродуцированный вид, растущий во влажных местах.

## Ботаническое описание
Однолетнее травянистое растение, достигающее высоты до полуметра. Соцветие — перовидный метёлкообразный колос длиной до 15 см, состоящий из множества V-образных колосков с длинными остями.

## Синонимика
- Alopecurus maritimus Poir.
- Chaetopogon creticus (Coustur. & Gand.) Hayek
- Chaeturus creticus Coustur. & Gand.
- Muhlenbergia simplex (Spreng.) Kunth
- Polypogon divulsus Lojac.
- Polypogon maritimus var. longipes Boiss.
- Polypogon maritimus subsp. subspathaceus (Req.) Bonnier & Layens
- Polypogon maritimus var. subspathaceus (Req.) Parl.
- Polypogon monspeliensis var. maritimus (Willd.) Coss. & Durieu
- Polypogon pumilus Sol.
- Polypogon simplex Spreng.
- Polypogon spathaceus Steud.
- Polypogon subspathaceus Req. ex Raspail
- Polypogon tataricus Fisch.
- Santia maritima (Willd.) Fior.
- Trichochloa simplex (Spreng.) Schult. & Schult.f.[1]